# Acquisizione del vocabolario
L'acquisizione del vocabolario, talvolta indicato più impropriamente come apprendimento del vocabolario, è un tema fondamentale all'interno della ricerca sull'acquisizione delle lingue straniere (L2) e della didattica acquisizionale. Questo filone di studi indaga non solo le varie modalità con cui avviene il processo di acquisizione delle parole di una L2 e come si struttura la conoscenza del vocabolario nella mente, ma offre delle implicazioni pedagogiche e glottodidattiche per facilitare l'acquisizione del vocabolario in contesto sia formale (e.g., scuola dell'obbligo) che da autodidatti.
Nella letteratura internazionale, il tema è detto "Second Language Vocabulary Acquisition" (SLVA). Storicamente, prima della ricerca sull'acquisizione, l'attenzione degli studiosi era focalizzata su altri aspetti della L2, in particolare la sintassi, la fonetica e la morfologia.

## Concetti base

### Il "vocabolario"
Per "vocabolario" non si intende l'insieme di singole parole all'interno di una lingua, ma anche tutte le espressioni composte da più parole (multi-word lexical items o "sequenze formulaiche" o "Multi-Word Expressions", MWE); un esempio è l'espressione inglese "sort of". Le espressioni composte da più parole sono usate spesso nella comunicazione quotidiana in inglese e sono una componente importante nell'acquisizione del vocabolario (Pawley e Syder, 1983; Wray, 2002; Lewis, 1993).
Secondo una metafora di Qing Ma, se la grammatica è l'impalcatura di una lingua, il lessico è i suoi mattoni, in cui ogni mattone ha una propria taglia (i.e., singoli vocaboli VS espressioni composte da più parole). Inoltre, a detta di George Armitage Miller, il vocabolario è l'aspetto/componente di una L2 che necessita di maggiore tempo per essere acquisito a causa della sua vastità, diversamente dalla grammatica (sintassi e eventuale morfologia); secondo lo stesso Miller, è anche l'ostacolo più grande nel percorso di acquisizione di una L2 siccome le parole più diffuse in una lingua sono migliaia, ognuna con un proprio significato, modalità d'uso, pronuncia e grafia.

### La "conoscenza" del vocabolario
La "conoscenza del vocabolario" è un concetto che non ha una definizione che mette d'accordo tutti gli studiosi. Una definizione intuitiva è "sapere il significato di una parola e come usarla in contesto". Questa definizione, per quanto intuitiva, è collegata a quella di George Miller (1999), siccome la conoscenza del vocabolario è formata da due criteri, "significato" e "uso contestuale", a cui alcuni studiosi aggiungono altri criteri. Richards (1976) ha offerto poi le 8 assunzioni classiche sulla conoscenza del vocabolario: secondo il suo modello, che è diventato la base per numerosi studi sulla SLVA, esse sono:
- frequenza (frequency)
- registro (register)
- sintassi (syntax)
- derivazione (derivation)
- associazione (association)
- valori semantici (semantic values)
- polisemia (polysemy)

Qian (2002) ha aggiunto altre 3 assunzioni:
- pronuncia (pronunciation)
- grafia (spelling)
- collocato (collocation)

Meara (1996a) ha però spiegato che è impossibile specificare tutto quello che i discenti conoscono sul lessico in L2.
In generale, esistono vari modelli che provano a spiegare il concetto di "conoscenza del vocabolario". Questi modelli vengono elaborati in base a tre impostazioni/punti di partenza possibili, a volte anche mescolabili tra loro:
1) la conoscenza di L1 (lingua madre/nativa) usata per descrivere le varie caratteristiche del vocabolario in L2 (e.g., Richards, 1976)
2) la distinzione tra ricezione e produzione (e.g., Nation, 1999 e 2001) o una distinzione in stadi (e.g., Wesche e Paribakht, 1996; Waring, 1999)
3) un modello teoretico che spiega in modo dinamico il processo di acquisizione del vocabolario (e.g., Meara, 1996a; Henriksen, 1999)
In particolare, i modelli basati sulla distinzione tra ricezione e produzione o su una distinzione in stadi sono orientati verso il contesto dell'insegnamento della L2, il che può essere un limite o un pregio.

### "Ampiezza" e "profondità" del vocabolario
La conoscenza del vocabolario ha due dimensioni, in base a quanto teorizzato da Anderson e Freebody (1981): ampiezza (size/breadth) e profondità (depth). L'ampiezza del vocabolario è il numero di vocaboli e espressioni composte da più parole di cui si conosce il significato.
Di contro, la profondità è la qualità di questa conoscenza. Un esempio è "adesso, ora" in cinese: la traduzione 现在 xian4zai4 è più colloquiale ed è un vocabolo usato ad alta frequenza, mentre 如今 ru2jin1 è un sinonimo ma è formale e/o letterario ed è un vocabolo usato con meno frequenza. Un discente può avere un vocabolario molto ampio ma poco profondo in più punti. Tuttavia, nei discenti di livello avanzato secondo Nurweni e Read (1999), l'ampiezza del vocabolario di solito ha una correlazione positiva con la profondità del vocabolario. Svariati autori hanno provato a capire quali sono i criteri della profondità del vocabolario. Secondo Qian (1999, 2001), le caratteristiche sono:
- fonemiche (pronuncia)
- grafemiche (ortografia/spelling)
- morfemiche
- sintattiche
- semantiche
- collocazionale (cioè come una parola si lega tendenzialmente ad un'altra in un collocato, e.g., "bere" > "bere acqua"; "marito" > "marito e moglie")
- fraseologiche (registro aulico/intermedio/colloquiale, frequenza d'uso, arcaicismi)

Henriksen (1999) indica le relazioni semantiche o "paradigmatiche" tra vocaboli come relazioni di sinonimia, antonimia, iponimia, iperonimia e gradazione (e.g., se "posate" è un iperonimo, i suoi iponimi sono "forchetta, coltello, cucchiaio") a cui si può aggiungere la meronimia (e.g., "mano" ha come meronimi "dito, dorso, palmo"). Tutte queste caratteristiche trascendono il mero livello superficiale del significato" immediato (o di uno dei significati del vocabolo se è polisemico).
Esistono inoltre studi che osservano come si sviluppa una caratteristica della profondità del vocabolario nei discenti di L2. Ad esempio, Cervosi (2024) ha indagato come i discenti italofoni sviluppano la competenza collocazionale durante l'acquisizione del vocabolario di cinese L2; il lavoro si concentra specificatamente sulla combinazione "verbo+nome", usa l'analisi degli errori per capire il percorso acquisizionale e illustra anche delle implicazioni pedagogiche per migliorare l'insegnamento della L2.
Secondo N. Ellis (2002), nel percorso di acquisizione linguistica, il fattore che permette più di ogni altro di acquisire una lingua e anche tutte un vocabolario ampio e profondo, la pronuncia e l'ortografia è la frequenza dell'input. La frequenza dell'input è il maggiore fattore a prescindere dall'attività che si svolga per esporsi a input comprensibile orale o scritto (e.g., ascoltare un parlante nativo o docente che rende i messaggi comprensibili, praticare il Free Voluntary Reading in classe o a casa).
Un caso problematico è quello di classificazione della sensazione di riconoscimento (déjà vu) di un vocabolo all'interno dell'ampiezza del vocabolario: infatti, il discente riconosce il vocabolo ma non si ricorda il significato. Questa parola, conosciuta in modo blando, si può dimenticare facilmente Inoltre, non è chiaro come definire la massima profondità di conoscenza di un vocabolo. Di contro, la massima ampiezza del vocabolario implica l'onniscienza sia dei discenti di L2 che dei parlanti nativi, cosa impossibile da raggiungere anche a un livello C2 siccome il vocabolario di una lingua è vastissimo, se si contano anche i tecnicismi, gli arcaismi, i prestiti stranieri e lo slang; inoltre, le lingue evolvono e con esse anche la scienza, lo slang e i prestiti in un mondo culturalmente globalizzato.

### Il lessico mentale e l'ipotesi della modularità
Il lessico memorizzato non è mai un'unità isolata nella mente, ma è classificato in categorie (e.g. edificio > casa, scuola, biblioteca), per cui un vocabolo è interconnesso ad altri in base a una o più caratteristiche comuni o in base a espressioni idiomatiche e collocati (e.g., la parola "moglie" viene spesso usata nell'espressione "marito e moglie"). Una volta che la conoscenza del lessico di una L2 è in fase di acquisizione, le conoscenze si depositano nella mente. Un costrutto talvolta usato nella linguistica è quello di "lessico mentale" (mental lexicon): quest'ultimo è l'insieme di tutte le conoscenze nella mente di tutto il lessico noto della propria L1 e anche di una qualunque L2 eventualmente nota. Esiste anche un filone di studi che prova a capire come si articola e struttura il lessico mentale nella mente umana, per cui ad esempio studia come la mente suddivide le parole in categorie (e.g. edificio > casa, scuola, biblioteca). Fondamentalmente, il lessico mentale è organizzato come un'enorme rete piena di nodi e connessioni dinamiche in ottica sincronica, cioè lungo il tempo; pertanto, la metafora della rete è più funzionante rispetto a quella di un dizionario, di un computer o di una libreria. Secondo Vermeer (2001), le parole sono collegate tra loro anche in base alla comunione di registro, di morfologia (e.g., uso degli stessi infissi: prefissi, suffissi, infissi, transfissi come ad esempio in arabo e ebraico) e perfino di suono (e.g., uso delle rime) e anche attraverso le relazioni di significato/semantiche. Alle relazioni associative tra nodi diversi, ognuno corrispondente a un vocabolo diverso, si affiancano secondo Levelt (1989) le relazioni intrinseche, definite ad esempio dalla morfologia (e.g. "mangiare" > mangio, mangi, mangiai, mangiando, mangiato; "gatto" > gatta, gatti, gatte, gattino, gattina; "rosa" in latino > rosae, rosae, rosam, rosa, rosā). Più l'ampiezza del vocabolario è grande, più il lessico mentale è ampio. Più la rete di connessioni (network) tra parole nel lessico mentale è ampia, più è presente la correlazione positiva tra ampiezza e profondità del vocabolario osservabile nei discenti di livello avanzato. Queste reti di connessioni sarebbero responsabili anche dei lapsus, presenti sia quando si parla in L1 che in L2.
Un dizionario online, WordNet, raccoglie numerose parole in inglese e ne mostra i nessi semantici per simulare con la tecnologia virtuale il lessico mentale umano. Tuttavia, il sito mostra solo i nessi semantici.
Non è chiaro se ogni lingua straniera abbia il lessico mentale separato dall'altra nel cervello umano: secondo l'ipotesi della modularità (Modularity Hypothesis) nelle neuroscienze e in filosofia della mente, nel cervello ogni attività cognitiva ha un proprio spazio riservato. Secondo i sostenitori dell'ipotesi della modularità, per cui la lingua nativa e tutte le lingue straniere hanno il lessico mentale isolato le une dalle altre, per cui il lessico mentale è suddiviso in sistemi separati e che funzionano in modo indipendente. Tuttavia, le ricerche sul bilinguismo e sull'interferenza tra lingue (attraverso transfer positivi e negativi in morfologia, sintassi e lessico tra lingue con e senza parentela) puntano verso l'esistenza di un sistema unico, dunque di un lessico mentale unico, per cui l'ipotesi della modularità è scorretta. Tuttavia, entrambe le proposte sono insoddisfacenti e semplicistiche per cui, secondo una terza ipotesi enunciata da Paradis (1987), tutte le informazioni in comune tra tutte le lingue note (e.g., tratti sintattici, morfologici e lessicali identici o simili) sono depositate in un'area comune; da quest'area, dunque, la mente potrebbe attingere per permettere i transfer positivi. Tutti i tratti non in comune vengono depositati in aree specifiche per ogni lingua. La terza ipotesi è una versione debole dell'ipotesi della modularità e rigetta la sua versione forte. Singleton (1999), in una revisione di tutta la letteratura sul tema dell'ipotesi della modularità, ribadisce come l'ipotesi della modularità forte e la sua negazione sono visioni impossibili.

### Vocabolario "produttivo/attivo/espressivo" e "recettivo/passivo"
Il vocabolario produttivo (P) e recettivo (R) sono meglio noti rispettivamente come "vocabolario attivo/espressivo" e "vocabolario passivo"; la differenza si ritrova anche all'interno del lessico mentale. Il vocabolario produttivo/attivo/espressivo è il vocabolario internalizzato nella memoria a lungo termine che è usato attivamente dal discente nella produzione orale e scritta, mentre il vocabolario recettivo/passivo è il vocabolario internalizzato che il discente riesce a processare e capire quando è esposto a input comprensibile ma che non utilizza attivamente quando parla e scrive. Questa distinzione è stata formalizzata da Henriksen (1999). Secondo la definizione di Nation (1990), il vocabolario recettivo è il vocabolario che un discente riconosce durante le attività di lettura e ascolto/comprensione orale, mentre il vocabolario produttivo è il vocabolario che un discente sa usare correttamente nel parlato/produzione orale e nella scrittura/produzione scritta. Pertanto, un discente può avere una conoscenza produttiva del vocabolario affiancata a una conoscenza recettiva.
Un discente principiante esposto a grandi quantità di input comprensibile nella fase del silenzio e nelle prime fasi dell'interlingua può avere uno scarso vocabolario produttivo/attivo/espressivo ma sviluppare un grande vocabolario recettivo/passivo, per cui parla e scrive poco ma comprende molte parole insieme alla super-maggioranza dell'input orale e scritto a cui è esposto e sottoposto. Infatti, la ricezione dei vocaboli precede sempre la produzione (Melka, 1997; Laufer, 1998; Laufer e Paribakht, 1998) fin dal momento in cui vengono capiti all'interno dell'input comprensibile. In generale, in una persona, il vocabolario recettivo è sempre più largo di quello produttivo (Melka, 1997), se si pensa ad esempio ai tecnicismi, aulicismi e arcaismi. In altre parole, un discente principiante può avere uno scarso vocabolario attivo ma un enorme vocabolario passivo. Ciò avviene anche durante l'avanzamento nel percorso di acquisizione di un discente di L2, secondo uno studio di Laufer (1998) su dei discenti di inglese di scuola superiore: anche dopo un anno di studio, esiste sempre un gap tra vocabolario attivo e passivo e la velocità di sviluppo dei due è sempre diseguale siccome il vocabolario passivo si sviluppa più velocemente di quello attivo. Addirittura, la produzione libera di vocabolario attivo (i.e., la scrittura libera di un testo come ad esempio un saggio breve, monologo o dialogo) è rimasta identica, complice forse anche il fatto che il metodo didattico usato in classe non ha impegnato i discenti in attività di generica produzione di output. Una scoperta ancora più incisiva è stata effettuata da Laufer e Paribakht (1998): dopo che dei discenti di inglese L2 hanno soggiornato due anni in un Paese anglofono ha portato a dei modesti guadagni nel vocabolario produttivo controllato (e.g., esercizi di riempimento frase) ma non in quello libero (e.g., scrivere un saggio breve, monologo, dialogo, email, pagina di diario ecc.). Inoltre, la produzione è sempre più difficile della ricezione (Mondria e Wiersma, 2004). Il fatto che il discente in un percorso di acquisizione di L2 non vada mai forzato a produrre output è un'idea sostenuta da Krashen e collegata all'ipotesi del filtro affettivo: forzare il discente a produrre output quando non si sente pronto porta a innalzare il filtro affettivo e a provare ansia verso le lingue straniere. L'ansia è uno dei fattori psicologici che blocca o rallenta l'acquisizione linguistica quando è a un livello poco gestibile o ingestibile.
Degli ulteriori studi su come il vocabolario produttivo si trasforma da controllato in libero possono chiarire ulteriormente questo passaggio estremamente fondamentale nell'acquisizione del vocabolario.
L'ampiezza del vocabolario e il vocabolario recettivo/passivo sono concetti talvolta collegati: infatti, la mera conoscenza del significato di una parola porta a un'abilità recettiva. Tuttavia, una parola può essere usata spesso anche in assenza di profondità del vocabolario e dunque di una conoscenza più vasta, analitica, interconnessa e profonda di una parola; ad esempio, una parola può essere usata spesso anche senza conoscere tutti i suoi significati, sfumature, parole derivate attraverso la morfologia derivazionale e eventuale declinazione in ogni suo caso grammaticale.
Una parola che viene pensata consciamente e con uno sforzo, anche rallentando la parlata, è indice di una conoscenza ancora dichiarativa della parola e non procedurale siccome la parola (e.g., se incontrata poco spesso nell'input comprensibile o se incontrata da poco) non è ancora cristallizzata e cementificata nella memoria procedurale. La conoscenza della parola allora è ancora esplicita e non implicita. All'interno del vocabolario, la frequenza di apparizione di una parola nell'input comprensibile (anche da parte di un docente) può variare, per cui si distinguono parole molto comuni (tipicamente parole vuote come ad esempio le preposizioni e articoli) e parole meno comuni.
In generale, nonostante il vocabolario attivo/produttivo e recettivo/passivo si distinguano per la capacità o meno di usare una parola nella produzione orale o scritta (e dunque nella produzione di output linguistico), non esiste nella letteratura scientifica un criterio o confine assolutamente chiaro, per cui secondo alcuni studiosi il vocabolario attivo e passivo non sono due concetti totalmente isolati, dicotomici e polarizzati, ma sono uniti in un continuum (Melka, 1982 e 1997; Meara, 1990) siccome alcuni aspetti di un vocabolo possono essere produttivi, mentre altri recettivi e viceversa. La questione non ha ancora una soluzione definitiva.

### Il vocabolario "base"
Il vocabolario base o "fondamentale" di una lingua è il vocabolario necessario per riuscire a comunicare in gran parte delle situazioni quotidiane, normali e di routine più alcune emergenze (e.g., andare dal medico) ed è solitamente il vocabolario di partenza nel percorso di acquisizione o apprendimento di una L2; tale vocabolario base comprende anche le espressioni formulaiche più comuni (e.g., "buongiorno, ciao, grazie, prego, scusa, non c'è di che, per favore") e talune sequenze formulaiche, come ad esempio dei verbi frasali molto diffusi. Non esiste un'unica lista di vocabolario base, ma esistono più liste generate da diversi corpora linguistici di linguaggio quotidiano, affiancati a corpora di linguaggio specialistico o che deriva da fonti particolari (e.g., le testate online). In particolare, un corpus fondamentale in lingua inglese è l'Oxford English Corpus (OEC), che raccoglie oltre 2 miliardi di parole. Contemporaneamente, non esiste una lista universale di situazioni quotidiane o topic a essi collegati, ma esistono dei punti di riferimento come ad esempio il sillabus del CEFR, che è un sillabus flessibile e semantico/organizzato per argomenti di cui parlare e leggere e non un sillabus grammaticale, cioè organizzato come una sequenza rigida di argomenti grammaticali l'uno separato dall'altro. In particolare, un'importante risorsa è Collated representative samples of descriptors for young learners (Ages 11-15) compilata da Tim Goodier e Tunde Szabo (2018). Al vocabolario base si può aggiungere secondariamente il vocabolario legato a un argomento/topic di forte interesse per il discente, per cui il vocabolario base non è un'imposizione.
Il vocabolario base, secondo una visione ormai superata, è scarno: Ogden (1937) pensava che si potessero generare milioni di idee con sole 850 parole, per cui le abilità rasentavano quelle dei nativi. Tuttavia, un nativo colto può conoscere anche 20.000 parole (Nation, 2001), per cui la stima di Ogden è errata perché oggettivamente troppo bassa e ottimistica e implica anche un tempo di studio e dunque di sforzo prolungato troppo breve. Inoltre, è necessario distinguere tra vocabolario produttivo e recettivo. Inoltre, secondo l'Oxford English Corpus (OEC) che raccoglie oltre 2 miliardi di parole, le 25 parole più diffuse in inglese formano il 25% del corpus, le 100 parole più diffuse ne formano il 50% e le 1000 più diffuse ne formano il 75%; tuttavia, una parola può avere più significati, può essere parte di un verbo frasale e può essere una parola vuota, cioè con un significato solo grammaticale (e.g., "the, a, an, and, of, in, that, have..., on, at, this/that..., but, by, or, will..., from, up, out, if, about, because" ecc.), pertanto sono parole con degli aspetti problematici siccome non permettono veramente di comunicare in modo efficace.
Secondo una stima più realistica di Lado (1964), il vocabolario base di un discente è pari a un vocabolario attivo di 3000 vocaboli più un vocabolario recettivo di 7000 vocaboli; questa stima per il vocabolario recettivo è stata poi confermata da Carroll et al. (1971) in inglese. La stessa stima si trova anche nell'Oxford English Corpus: 7000 parole formano il 90% dell'intero corpus. Inoltre, secondo Nation (2001), le 2000 parole più diffuse permettono di leggere l'80% di un testo, per cui si comprende gran parte di esso. Secondo una stima non troppo dissimile di Huckin e Coady (1999), il vocabolario necessario per leggere è pari ad almeno 3000 vocaboli, fino a un tetto di 10.000 vocaboli. Secondo una stima di Van Parreren (1979), Sciarone (1979), Ostyn et al. (1985) e Laufer (1997), servono 5000 parole per capire il 95% di un articolo di giornale. Infine, secondo Hirsh e Nation (1992), serve conoscere 8000 parole per praticare senza grossi intoppi il Free Voluntary Reading (FVR) o "Pleasure Reading", cioè la lettura in classe o fuori dalla classe di testi e generi piacevoli e motivanti perché trattano i propri temi preferiti. Nation (2001) in più aggiunge che il 95% è anche la soglia in generale per leggere dell'input comprensibile in modo efficace. Le parole più rare in assoluto nei testi soprattutto specialistici sono una minoranza e sono perlopiù parole accademiche, dunque tecnicismi o arcaismi tuttavia fondamentali per capire a fondo una disciplina tecnica.
In base anche al fatto che un discente di livello intermedio può subire uno shock per l'ampiezza del vocabolario nel livello avanzato (Twaddell, 1973; Keller, 1978), alcuni autori (e.g., Judd, 1978) sostengono che il docente deve concentrare molti sforzi fin dal livello principiante nell'espansione graduale del vocabolario, in modo tale da lenire questo shock e da consegnare al discente molti strumenti per raggiungere un'alta capacità almeno recettiva in L2 che gli permetterà a sua volta di avanzare in L2 attraverso il FVR. L'ipotesi del condotto (Conduit Hypothesis) di Krashen indica anche un percorso graduale per accumulare il vocabolario necessario a svolgere il FVR (storytelling comprensibili, semplificati e interessanti > FVR > eventuali testi accademici). Siccome il FVR senza intoppi non si può praticare immediatamente e bisogna prima accumulare poche migliaia di vocaboli, la pratica del FVR senza intoppi non può essere fissata come obiettivo nel breve termine; fissarla nel breve termine e non raggiungerla per cause di forza maggiore potrebbe portare a ansia e demotivazione verso la L2. Analogamente, Nation (2001) afferma che arrivare a conoscere tutto il lessico base di una lingua non può essere un obiettivo nel breve termine. Laufer et al. (2004) si spingono oltre e affermano esplicitamente che conoscere molte parole (e dunque avere una buona ampiezza di vocabolario) è più importante di conoscere poche parole in profondità.

## L'acquisizione del vocabolario

### Acquisizione e memoria a lungo termine
Quando il vocabolario è acquisito e dunque depositato nella mente, si deposita nella memoria a lungo termine: quella a breve termine, oggi indicata come "memoria di lavoro", dura infatti da 10 a 30 secondi ed è paragonabile alla memoria ROM/di elaborazione delle informazioni del computer, mentre la memoria a lungo termine è paragonabile alla memoria RAM. La memoria a lungo termine si suddivide ulteriormente in memoria dichiarativa e memoria procedurale. La prima è collegata alla mera conoscenza fattuale ("sapere"), mentre la seconda è collegata alle competenze ("saper fare"). La memoria procedurale si basa sulla conoscenza implicita (e.g., saper parlare la propria lingua nativa correntemente senza sapere bene tutte le regole retrostanti) e sull'automatismo (e.g., non pensare alla grammatica quando si parla nella propria lingua nativa) e si origina dalla pratica costante, secondo la Power Law of Practice di George Snoddy. Nel caso dell'acquisizione di una L2, la memoria procedurale secondo le ipotesi di Krashen si forma esponendosi costantemente a dosi massicce di input comprensibile scritto o orale e che tratta temi di forte interesse per il discente. La distinzione tra i due tipi di memoria a lungo termine è stata elaborata nella teoria del controllo adattativo del pensiero (Adaptive Control of Thought, ACT) di Anderson, fondamentale per spiegare la memoria e i processi cognitivi e usata anche nell'informatica. Entrambi i tipi di memoria si consolidano anche durante il sonno e la memoria procedurale è superiore a quella dichiarativa siccome decade molto più lentamente. Infine, la memoria a lungo termine dichiarativa si suddivide in memoria semantica e memoria episodica: la prima è la conoscenza astratta del mondo, mentre la seconda è legata a un evento particolare, dunque a un fatto situato nel tempo e spazio. I due sotto-tipi di memoria sono indipendenti e appartengono a aree cerebrali diverse.

### Le fasi di acquisizione del vocabolario

#### Modello ACT di Anderson
Secondo Kelly (1985), la prima fase in cui viene acquisita una parola è basata sul collegamento al significante di uno dei significati possibili. Solo in un secondo momento si aggiungono altri significati possibili al referente e si acquisiscono anche tutte le associazioni possibili. Per esempio, in cinese 叫 "jiào" significa "chiamarsi" e questo è solitamente il primo significato che un discente acquisisce; tuttavia, significa anche "chiamare, richiamare, far fare". Pertanto, l'acquisizione di un vocabolo secondo Schmitt (2005) è sempre incrementale, alla pari dell'acquisizione dell'intero vocabolario di una L2. Essa è inoltre suddivisa in fasi/stadi e ogni fase procede a velocità differenti. Inoltre, l'acquisizione di un vocabolo non si limita solo al perimetro del singolo vocabolo, ma circonda e si estende ai suoi vari contesti d'uso e dunque alla relazione con altre parole.
Inoltre, secondo la teoria del controllo adattivo (ACT) di Anderson, dunque secondo una precisa teoria cognitiva dell'apprendimento, qualunque cosa imparata e dunque depositata nella memoria a lungo termine (incluso il linguaggio) in un primo momento è imparata in forma dichiarativa. Nel caso di una L2, il discente secondo le divisioni in fase dell'interlingua è in fase del silenzio: nel momento in cui è esposto o si espone le prime volte all'input comprensibile contenente grammatica e vocabolario, impara i primi "pezzettoni di lingua", detti "chunk lessicali inanalizzati" come ad esempio le espressioni fisse e formulaiche (e.g., "buongiorno" imparato da un non-italiano. Il discente sa che è una formula di saluto, ma non la sa ancora spezzare e analizzare come "un giorn-o che è buon-o"). Nella fase del silenzio, si registrano le prime produzioni orali (e.g., le primissime volte che un discente saluta con "buongiorno"), per cui ciò che è memorizzato passa nella memoria procedurale. La parlata, man mano che le fasi dell'interlingua evolvono (varietà prebasica > basica > post-basica), diventa sempre più corrente, fluente e senza bisogno che il discente si fermi a pensare, alla pari della parlata in L1. L'unica eccezione è quando un parlante avanzato di L2 o un parlante nativo quando parla o scrive si ferma a pensare per esempio a un vocabolo preciso per esprimersi al meglio.
Il vocabolario di una L2 segue lo stesso percorso nell'acquisizione. Tuttavia, non ogni vocabolo diventa necessariamente parte della memoria procedurale, per cui è usato senza pensare, in modo inconsapevole e in modo corrente. Inoltre, di un solo vocabolo o espressione composta da più parole, il discente non deposita necessariamente ogni aspetto nella memoria procedurale: solo alcuni aspetti vengono proceduralizzati. Anche i discenti di L1 sono soggetti a simili effetti, in particolare riguardo a dei termini tecnici. Dopodiché, il fatto che un adulto conosca già una o più lingue native porta a interferenze (e dunque transfer negativi) dalle L1 alla L2, per cui il processo di proceduralizzazione è rallentato; viceversa, i transfer positivi derivati da parentela linguistica e dunque da un buon tasso di mutua intelligibilità e i prestiti/internazionalismi (e.g., gli anglicismi) possono rapidizzare il processo. Alcuni esempi sono l'italiano e lo spagnolo, due lingue entrambe indoeuropee imparentate al 60%, oppure l'ucraino e il bielorusso, altre due lingue entrambe indoeuropee imparentate all'80% siccome derivano entrambe dall'antico ruteno. Inoltre, nel caso in cui un adulto in fase di acquisizione di una L2 è esposto a un input quantitativamente scarso e/o in modo molto incostante, il processo di proceduralizzazione della conoscenza è rallentato.
E' molto difficile raggiungere l'informazione completa su un vocabolo, per cui un discente conosce praticamente tutte le possibilità di utilizzo di un singolo vocabolo o espressione composta da più parole.

#### Modello a tre stadi di Nan Jiang
Secondo il modello psicolinguistico di Nan Jiang (2000), gli stadi di acquisizione del vocabolario sono tre.
Nello stadio iniziale, detto "stadio formale", il discente collega la parola nuova (il significante) all'interno dell'input comprensibile scritto o orale a un significato, che è un concetto che esiste già nella propria mente. Il significato assume de facto la forma di una traduzione diretta in L1 o di una definizione. La conoscenza è momentaneamente superficiale siccome ogni altra informazione (e.g., la morfologia e rapporti semantici con altre parole) è in gran parte ignorata. La parola fa inizialmente parte del vocabolario passivo/recettivo.
Nel secondo stadio, dopo che la parola viene richiamata più volte alla memoria più volte tramite l'esposizione a input comprensibile che contiene quel vocabolo, l'associazione lessicale tra parola straniera e significato/definizione in L1 viene rinforzata. Questo stadio viene detto "stadio di mediazione del lemma in L1". Dopodiché, entra a fare parte del vocabolario attivo/produttivo e tutti o alcuni degli aspetti del vocabolo vengono sedimentati nella memoria procedurale; in tal modo, il vocabolo o alcuni suoi aspetti sono richiamati alla memoria in modo implicito, senza più fermarsi a pensare e rallentare in particolare la produzione orale. Le informazioni morfologiche del vocabolo sono acquisite più lentamente siccome, rispetto al significato/contenuto semantico, sono meno suscettibili al transfer positivo, soprattutto se le lingue sono molto tipologicamente molto diverse tra loro o non sono pressoché imparentate. Le informazioni morfologiche di un vocabolo infatti tendono a essere specifiche per ogni lingua (language-specific) e, quando vengono richiamate alla mente, nel secondo stadio sono richiamate in modo esplicito e anche rallentando la catena fonica durante la produzione di output. Pertanto, tali informazioni sono ancora sedimentate nella memoria a lungo termine dichiarativa. Secondo Nan Jiang, l'informazione semantica (cioè che riguarda il significato del vocabolo) di gran parte delle parole durante il processo di acquisizione di L2 si ferma in questo stadio a causa dell'influsso di L1, anche quando il discente raggiunge un livello avanzato in L2.
Nel terzo stadio, lo "stadio di integrazione", tutte le informazioni del vocabolo oltre a quella semantica (dunque anche quelle morfologiche e fonologico-ortografiche) sono tutte quante proceduralizzate, cioè cristallizzate, sedimentate e cementificate nella memoria a lungo termine procedurale. Dunque, il richiamo di ogni informazione diventa implicito e, di conseguenza, la produzione orale in particolare non è rallentata, è più fluente e automatizzata e mostra meno errori. Il gap tra il secondo stadio (mediazione del lemma in L1) e il terzo (integrazione) è grande.
Il modello psicolinguistico di Nan Jiang è fattibile, è discreto a causa della sua suddivisione e spiega la presenza di alcuni errori lessicali (e.g., semantici, fonologici e ortografici) e di fenomeni di rallentamento visibili nei discenti in fase di acquisizione di una L2 e del suo vocabolario. Gli errori che persistono più a lungo sono quelli che hanno una complessità intrinseca maggiore per i discenti (e.g., suoni non esistenti nell'inventario fonetico della propria L1 e abbastanza ostici da pronunciare, errori ortografici, errori morfologici). Gli errori morfologici, in particolare, decrescono velocemente nel tempo se la morfologia della lingua è leggera (e.g., la lingua inglese rispetto a lingue come l'ungherese, che ha 17 casi grammaticali) e decrescono in generale nella produzione scritta siccome, in base anche all'ipotesi del monitor di Krashen, i discenti hanno più tempo per fermarsi a pensare e dunque a fare perno sulla memoria dichiarativa. Di contro, un limite di questo modello è l'assenza di una spiegazione che illustra la transizione tra il secondo e il terzo stadio, laddove si registra il grande gap, spiegazione che potrebbe includere anche delle sotto-fasi. Il secondo limite è il fatto che il modello di Nan Jiang è troppo orientato verso l'acquisizione delle L2 in classe, dunque in un contesto formale e mediato dall'uso di L1; è orientato a spiegare l'acquisizione di lingue scarsamente o non imparentate tra loro; inoltre, non tiene conto dei discenti che acquisiscono la L2 direttamente nel Paese straniero in cui è parlata e che dunque si espongono a un input linguistico più caotico siccome l'ambiente non è controllato.

#### Il Vocabulary Knowledge Scale
Il Vocabulary Knowledge Scale (VKS) è un test usato nella ricerca scientifica di stampo empirico sull'acquisizione linguistica elaborato da Wesche e Paribakht (1996). Attraverso il suo contenuto, diviso in 5 sezioni, dà un'idea delle fasi di acquisizione di un vocabolo, per quanto Read (1997) abbia messo in dubbio questa scansione ma non ne abbia sminuito gli altri aspetti e la sua utilità di fondo.
Il test nella sua versione originale in inglese è:
1. I don’t remember having seen this word before.
2. I have seen this word before, but I don’t know what it means.
3. I have seen this word before, and I think it means ______ (synonym or translation).
4. I know this word. It means _______ (synonym or translation).
5. I can use this word in a sentence: ________________________________. (If you do this section, please do section 4)
In italiano, la traduzione è:
1. Non ricordo di avere mai visto questa parola.
2. Ho già visto questa parola, ma non mi ricordo cosa significa.
3. Ho già visto questa parola e credo che significhi ______ (sinonimo o traduzione).
4. Conosco questa parola. Significa _______ (sinonimo o traduzione).
5. So usare questa parola in una frase: ________________________________. (Se svolgi questa sezione, per favore, svolgi la sezione 4)
L'ultima sezione testa anche la capacità produttiva del discente.

### Il ruolo dell'ascolto nell'acquisizione
L'ascolto, insieme alla lettura di testi (possibilmente motivanti), è una delle due attività con cui un discente si espone a input comprensibile e dunque acquisisce una L2 a livello di grammatica, vocaboli, pronuncia e anche ortografia nel caso dell'input scritto. L'ascolto non è mai un'attività completamente passiva, bensì, come ha indicato Pimsleur (1970), è un'attività "recettiva". Infatti, il discente che ascolta non è mai completamente passivo. Infatti, il discente quando è motivato e attento è cognitivamente attivo nel tentativo di decodificare l'input comprensibile attraverso la conoscenza pregressa e le informazioni che derivano dal contesto (e.g., gesti, espressioni facciali, mimica, disegni, oggetti maneggiati a cui si aggiungono anche le onomatopee e eventuali tratti prosodici o soprasegmentali come l'intonazione e la cadenza del parlato). Inoltre, in una qualunque discussione, l'interlocutore non sta mai completamente fermo siccome risponde fisicamente agli stimoli della conversazione con il linguaggio del corpo; lo stesso avviene anche durante una telefonata, per cui l'interlocutore non è nemmeno presente fisicamente.
La scarsa comprensione dell'input orale in L2, qualora non deriva dal fatto che non è reso comprensibile dall'interlocutore, deriva dalla scarsa conoscenza lessicale a monte: in tal modo, non ha modo di riconoscere le parole, effettuare deduzioni su quanto detto o fare previsioni su quanto si sta per dire.
Nel percorso di acquisizione di una L2, è necessario che l'intero cervello si attivi. Le aree in cui è focalizzato il linguaggio sono l'area di Broca e l'area di Wernicke, entrambe situate nell'emisfero cerebrale sinistro; tuttavia, è necessario che sia attivi sia l'emisfero sinistro che l'emisfero destro, che invece governa il movimento fisico, la musica, l'immaginazione e i tratti prosodici come l'intonazione e l'accentazione, nonostante l'attribuzione di determinate funzioni a un preciso emisfero non sia rigida. Entrambi gli emisferi sono infine collegati da un fascio di muscoli, il corpo calloso. L'attivazione di entrambi gli emisferi è fondamentale per raggiungere il successo nell'acquisizione linguistica siccome il discente è interamente coinvolto, cioè è coinvolto intellettualmente ma anche affettivamente e fisicamente. Il coinvolgimento affettivo si articola in una serie di variabili psicologiche che infatti hanno un peso enorme nel successo o meno dell'acquisizione nel momento in cui il discente è esposto a input comprensibile; tali variabili compongono l'ipotesi del filtro affettivo di Krashen e sono l'ansia verso le lingue straniere, la motivazione nelle L2 (a cui si aggiunge la noia verso le L2 e l'eventuale raggiungimento dello stato di flusso nelle L2) e l'autostima nelle L2. Se il discente è ansioso, demotivato e con bassa autostima, nella sua mente viene innalzato il filtro affettivo, un filtro o schermo che impedisce all'input comprensibile di raggiungere il Language Acquisition Device (LAD) o, più in generale, il pattern neurale che è responsabile dell'acquisizione linguistica. Pertanto, l'input non viene immagazzinato o viene dirottato nella memoria a lungo termine dichiarativa.
La strategia principale di Krashen per coinvolgere il discente è quella di usare input che, oltre a essere comprensibile, è molto motivante e avvincente (Compelling Input, CI); tipicamente, l'input usato è basato su argomenti di forte interesse per il discente. Inoltre, secondo l'ipotesi del piacere descritta in "The Power of Reading" (2004), le attività di acquisizione linguistica sono più piacevoli già in partenza rispetto a quelle di apprendimento della lingua e dunque di stampo tradizionalista e formalista. I tipici esempi di queste ultime attività sono le spiegazioni verticali di regole astratte grammaticali, l'uso di esercizi che testano la mera conoscenza delle regole e l'uso di ripetizioni meccaniche (pattern drill) per fare memorizzare a ruota una struttura. James Asher e Contee Seely, nel loro metodo (Total Physical Response, TPR) e nella sua evoluzione (TPRS, Total Physical Response Storytelling) fanno compiere azioni ai discenti e/o gli fa mimare azioni, oggetti e emozioni. Infine Georgi Lozanov, il fondatore dei metodi suggestopedici, ha usato la musica barocca come sottofondo e lo stato mentale di totale rilassamento. Anche l'uso dello humor, di attività che innescano lo stato coscienza di flusso e di una serie di programmi per ridurre l'ansia, la noia e la bassa autostima in classe hanno un impatto positivo.
L'ascolto, e dunque l'esposizione a alcune ore di input comprensibile, precede sempre l'abilità di produrre output orale e dunque la produzione delle prime espressioni formulaiche e delle prime brevi frasi (queste ultime, all'interno dell'interlingua, marcano l'uscita dalla fase del silenzio). L'output prodotto è infatti il riflesso dell'input acquisito. L'esposizione a input comprensibile attraverso l'ascolto o la lettura sono poi necessari per permette alla propria interlingua di crescere continuamente e di correggere gli errori, altrimenti si arresterebbe per entrare in stato di fossilizzazione oppure di regressione. Anche in contesto di acquisizione della lingua nativa (L1) l'ascolto precede la produzione delle prime parole come "mamma, papà". Il docente, secondo Krashen, deve lasciare i discenti liberi di parlare in L2 quando vogliono e/o quando si sentono pronti; in alternativa, possono rispondere in L1. Di contro, Asher, Winitz e Ostyn scoraggiano fortemente i discenti dal parlare nei primi tempi.
L'ascolto, a differenza della lettura (a prescindere che sia su supporto digitale o cartaceo), permette di acquisire meglio un vocabolo in L2 secondo una serie di esperimenti di Kelly (1992).
Infine, quando il discente sa già leggere e scrivere nell'alfabeto usato dalla L2 (e.g., l'alfabeto latino per le lingue romanze e gran parte delle lingue del mondo), avviene anche un transfer positivo dall'ascolto alla lettura, per cui il discente riesce a leggere senza troppi errori.

### Differenze culturali e acquisizione del vocabolario
Tra i parlanti delle varie lingue del mondo, possono esistere dei gap culturali più o meno ampi che si abbattono non solo negli artefatti intangibili (e.g., pratiche quotidiane e religiose, le visioni del mondo e di sé, il patrimonio musicale) e negli artefatti tangibili (e.g., il patrimonio architettonico), ma anche nel vocabolario. Infatti, il vocabolario possiede delle differenze culturali che, oltre ad arricchire il modo di vedere il mondo del discente, gli pone dei potenziali ostacoli nel percorso di acquisizione linguistica.
Una prima manifestazione della cultura e dunque un primo potenziale ostacolo all'acquisizione del vocabolario riguarda l'uso delle espressioni formulaiche, degli onorifici e della corretta intonazione in quanto formano il modo culturalmente appropriato di rivolgersi alle persone.
Il secondo ostacolo è la mancanza del concetto nella propria L1 qualora non sia presente né come semplice concetto, né come prestito straniero. Ad esempio, in lingua eschimese non esiste un concetto univoco di "neve" come in italiano e in altre lingue (e.g., "snow" in inglese, "neige" in francese, "nieve" in spagnolo, "neve" in portoghese, "Schnee" in tedesco). In eschimese, "neve" è "qanik" se è nell'aria, mentre è "aput" se è per terra. Dunque, un apprendente di eschimese, anche con l'aiuto di un docente o di risorse apposite, deve concettualizzare "neve in aria" e "neve per terra" e esprimere tutto con un unico vocabolo per univerbazione.
Il terzo ostacolo è formato dalle parole culturalmente cariche, per cui una parola ha un particolare connotato, cioè delle componenti soggettive. Tali parole potrebbero non essere immediatamente chiare a livello di connotato e dunque sia di corretto significato che di corretto utilizzo: entrambi sono raggiunti nel momento in cui la conoscenza del vocabolo diventa profonda. Un esempio è la parola "sottomissiva" detta a una donna: in inglese, ha un connotato negativo siccome la mancanza di volontà e autodeterminazione in una donna è una caratteristica negativa, ma in coreano è un complimento siccome è una dote e tratto culturale apprezzato nelle donne. Un altro esempio è costituito dalle parole 学霸 xuébà e 书呆子 shūdāizi in cinese: entrambe indicano una persona che studia tantissimo, ma la prima letteralmente significa "Egemone di studio" e indica uno studente stacanovista e che è tra i primi della classe, mentre il secondo letteralmente significa "persona che se ne sta fissa e rimbambita davanti ai libri" ed è la traduzione di "secchione, nerd" oltre che "pedante" e "persona con conoscenza libresca, un mero erudito". Dunque, il primo vocabolo ha un connotato positivo e si può usare come complimento o in senso scherzoso, mentre il secondo è negativo e si usa come attacco personale. Usare per errore il secondo vocabolo al posto del primo può portare a una reazione negativa dell'interlocutore che non dipende dalla sua ipersensibilità, ma in primis dall'errore del parlante e potenzialmente anche dalla mancanza di consapevolezza che il parlante ha una conoscenza ancora superficiale e non profonda del vocabolo. La soluzione al problema delle parole con connotati è quello di insegnare in modo esplicito la connotazione e/o di usarle già nella fase di insegnamento nel contesto appropriato.
Siccome le L2 sono fortemente associate alle relative culture (e.g., la lingua cinese è correlata alla cultura cinese), studiare almeno i tratti culturali maggiori di un popolo di cui si studia la L2 ha un effetto positivo sul percorso di acquisizione della lingua, incluso il vocabolario, e può anche aiutare il discente a sentirsi più confidente nei confronti della diversità culturale. Studiare la cultura straniera e assumere dei tratti per integrarsi non equivale a assimilarsi, né in generale è obbligatoria alcuna assimilazione. Inoltre, apprezzare la cultura legata alla lingua e dunque il popolo che la parla porta più facilmente al successo nell'acquisizione della L2 e del vocabolario secondo Gardner (1985), oltre che a una maggiore motivazione. Ad esempio, la russofobia rende l'acquisizione della lingua russa più difficile in partenza e demotiva il discente a causa della pessima attitudine verso i russi e la loro cultura.

### Distanza linguistica e confusione lessicale
La distanza linguistica è collegata al concetto di mutua intelligibilità e di parentela linguistica: due lingue imparentate sono due lingue che derivano entrambe da un antenato comune e che dunque appartengono alla stessa famiglia linguistica, ad esempio, l'italiano e lo spagnolo derivano entrambe lingue romanze in quanto derivano dall'evoluzione del latino volgare, mentre l'ucraino e il bielorusso sono due lingue slave che derivano dall'antico ruteno. La mutua intelligibilità è la capacità di capirsi in base alla parentela linguistica, per cui la L2 non è completamente opaca: l'italiano e lo spagnolo sono intelligibili al 60%, mentre l'ucraino e il bielorusso lo sono all'80%.
Nel caso di una parentela stretta, è molto più facile che avvenga un trasferimento di conoscenza da L1 a L2 che non porta a errori, cioè un transfer positivo. Se la parentela è blanda o assente, questo fattore rallenta il processo di acquisizione del vocabolario e anche di altri aspetti come la grammatica, la fonologia e l'ortografia. Inoltre, nel parlare la lingua è più facile commettere errori di grammatica e fonologia a causa di un rischio di maggiore transfer negativo dalla propria L1, per cui nascono degli errori di interferenza linguistica. Tali errori riguardano anche il vocabolario e, secondo Nation (1990), riguardano per esempio la pronuncia del vocabolo in caso di suoni assenti nell'inventario fonetico di L1 e errori di utilizzo dovute a una scarsa competenza collocazionale. La presenza di un alfabeto comune a due lingue (e.g., l'alfabeto latino usato sia in italiano che in spagnolo e l'alfabeto cirillico usato sia in russo che in ucraino) rende l'apprendimento della lingua molto più facile e rapido; tuttavia, sono più facilmente presenti errori di ortografia se in più le lingue sono imparentate a causa del transfer negativo e dell'interferenza linguistica. Per esempio, "guerra" in spagnolo si scrive "guerra" ma si pronuncia *gherra, per cui un discente italofono principiante potrebbe scrivere *gherra. Oppure, "presidente" in portoghese lusitano/europeo si scrive allo stesso modo ma pronuncia in modo simile "presidenti", per cui un italofono potrebbe scrivere *presidenti a causa dell'alta corrispondenza tra pronuncia e ortografia in italiano rispetto al portoghese. Altri errori in contesto di distanza linguistica derivano da una scarsa competenza collocazionale e dall'uso di sinonimi rari e/o di registro aulico: per esempio, "aumentare" in inglese si traduce "increase, raise, augment", per cui un discente potrebbe decidere di usare "augment" in quanto molto trasparente e conveniente, tuttavia questa traduzione è largamente in disuso ed è considerata un aulicismo e un termine letterario. Infine, gli errori nell'uso del vocabolario in contesto di distanza linguistica possono essere di natura grammaticale: per esempio, i discenti cinesi tendono a dire "I can't believe" invece di "I can't believe it" siccome in cinese si può omettere il complemento oggetto dopo il verbo "credere", in base alle loro abitudini discorsive.
Non esistono degli strumenti per misurare la distanza linguistica in modo estremamente preciso a causa della complessità di ogni lingua, per cui i metodi esistenti forniscono solo delle stime quantitative. In alternativa, la distanza linguistica si ricava osservando le rappresentazioni diagrammatiche delle famiglie linguistiche (tipicamente formate da un tronco e dei rami), osservando in quante settimane un discente ne impara le basi e in base al livello massimo raggiunto da un discente.
Altri errori nell'uso del vocabolario sono legati alla confusione lessicale e derivano da cause non extralinguistiche, ma intralinguistiche. La tipica causa di confusione tra due vocaboli in una L2 è la somiglianza, in particolare nella pronuncia o negli affissi. Per questo motivo, nella produzione orale o scritta possono sorgere degli errori. Le coppie di parole simili e che sono prone a essere confuse da parte dei parlanti L2 e L1 sono dette da Laufer "sinforme" (synforms); un esempio di sinforme è "historic" e "historical", che non sono sinonimi in inglese ma che possono essere scambiati per tali: "historic" significa "storico, legato/a alla Storia", mentre "historical" significa "importante/storico". Un altro esempio è "loose" e "lose": il primo verbo significa "allentare", mentre il secondo "perdere". Laufer (1990) in uno studio ha elencato una serie di cause che portano alla nascita delle sinforme e ha calcolato che gli errori più comuni derivano nell'ordine da: suffissi, vocali, prefissi e consonanti. Quest'ordine è lo stesso sia in L2 che in L1. Una maggiore attenzione alle sinforme e un intervento rapido in caso di errori dovuti a confusione lessicale impedisce all'errore di fossilizzarsi.

### Apprendimento incidentale-esplicito e la loro combinazione
L'insegnamento del vocabolario avviene in due modi sia in contesto di apprendimento che di acquisizione di L2: in modo intenzionale o in modo incidentale, in base alla terminologia usata in precedenza nella psicologia cognitiva. L'apprendimento intenzionale è anche detto "esplicito", mentre quello incidentale è detto anche "implicito":
- l'insegnamento del vocabolario in modo intenzionale/esplicito pone il focus e l'attenzione del discente sul vocabolo e fa uso di uno sforzo mentale deliberato. Questo approccio si fonda anche sulla spiegazione verticale delle svariate caratteristiche del vocabolo da parte del docente o di un discente che ha capito (peer learning), sullo svolgimento di esercizi sul vocabolario, sulla memorizzazione sistematica di liste di vocaboli con la ripetizione a ruota e le flashcard e sull'uso sistematico del dizionario cartaceo e/o virtuale. L'insegnamento esplicito del vocabolario fa anche uso dell'insegnamento verticale della morfologia derivazionale e dunque di tutto il sistema di affissi nella lingua target nel tentativo di rendere l'apprendimento più rapido e efficiente (e.g., in italiano, dalle parole "incendio, atomico, allergico, furto", con il prefisso "anti-" che indica opposizione, si ricava "antincendio, antiatomico, antiallergico, antifurto")
- L'insegnamento del vocabolario in modo incidentale/implicito invece non fa soffermare l'attenzione del discente su uno o più vocaboli particolari, non fa fare sforzi mentali deliberati, non fa memorizzare in modo sistematico le liste di vocaboli e si basa su attività di lettura estensiva e dunque di acquisizione linguistica[2] ed eventualmente di Free Voluntary Reading (FVR) in classe e a casa. Pertanto, fa perno sull'input comprensibile (e possibilmente anche motivante) in forma orale e/o scritta e sulla frequenza di esposizione dei vocaboli all'interno dell'input comprensibile, per cui un vocabolo viene fatto capire e sedimentare nella memoria procedurale attraverso un gran numero di ripetizioni lungo il tempo e in più contesti e modalità d'uso. L'acquisizione del vocabolario, durante le attività di lettura di testi comprensibili e motivanti in L2 svolta per puro piacere, è quasi un sotto-prodotto dell'attività[2] siccome il primo focus dell'attività è divertirsi fino anche a entrare in stato di flusso. Siccome il fine dell'attività di FVR e di ogni attività che innesca lo stato di flusso è l'attività stessa e non una ricompensa esterna, l'azione è detta "autotelica".

In generale, il vocabolario può essere insegnato in modo esplicito in L1 o direttamente in L2, specialmente se i discenti hanno già in partenza un buon livello linguistico; se si insegna direttamente in L2, l'esperienza linguistica è più immersiva. Siccome le ore dedicabili in classe all'acquisizione di una L2 sono scarse e il vocabolario base di una L2 è pari ad alcune migliaia di parole, l'attività di Free Voluntary Reading a casa è vista solitamente come la soluzione al problema.
Svariate ricerche hanno cercato di capire quale dei due approcci permette una migliore memorizzazione e ritenzione nel lungo termine dei vocaboli in L2. Nessuno dei due approcci è superiore all'altro, per cui la migliore modalità di utilizzo è quella di integrarli con criterio. Secondo Coady (1993), nel processo di acquisizione del vocabolario, il vocabolario base, più diffuso nelle situazioni quotidiane, più frequente e dunque più importante (pari a poche migliaia di vocaboli) va affrontato in modo esplicito e intenzionale, mentre i vocaboli più rari, più avanzati e dunque meno importanti si possono imparare in modo incidentale attraverso il contesto, l'induzione, il Free Voluntary Reading e le strategie di induzione e possono fare parte del vocabolario passivo/recettivo invece di quello attivo/produttivo. Di contro, gli idiomi (e dunque un tipo particolare di espressioni composte da più parole insieme ai verbi frasali) sono imparati meglio attraverso l'apprendimento implicito. Le due strategie sono dunque complementari e integrabili e mai esclusive, rigide, monolitiche e incomunicabili. Nation (2001) indica che fino al 25% del tempo di un corso di L2 può essere speso nell'apprendimento esplicito/intenzionale del vocabolario, mentre il resto si può spendere in alcuni punti grammaticali e in attività di acquisizione linguistica (vocabolario incluso); Krashen a sua volta in "The Natural Approach" suggerisce di spendere non oltre il 20% di un corso di L2 a insegnare i punti più importanti e/o ostici di grammatica in modo esplicito e verticale, se il corso è diretto a degli adolescenti. Inoltre, secondo gli studi di N. Ellis (1994b), le forme dei vocaboli e le loro caratteristiche (e.g., infissi) sono memorizzati meglio attraverso l'insegnamento implicito, mentre il significato (cioè la parte semantica del vocabolo) è memorizzato meglio attraverso l'insegnamento esplicito.
In internet sono disponibili gli estrattori di parole chiave (keyword extractor), cioè dei software che da un testo estrapolano e ordinano le parole usate in base a quante volte compaiono, per cui i discenti possono usarli per estrarre le parole chiave, mentre i docenti possono usarli per contare e controllare quante volte un vocabolo appare in un testo copiato da un'altra fonte o autoprodotto (e dunque quante volte un discente è esposto a un vocabolo se legge un testo); a volte, gli estrattori di parole chiave sono annessi a software conta-caratteri. In un testo, tendenzialmente le parole più usate sono le parole vuote e grammaticali (e.g., le preposizioni e gli articoli).

#### Apprendimento incidentale/implicito e le ripetizioni
In base alle ricerche svolte sull'apprendimento incidentale del vocabolario, si è notato come un ruolo determinante sia svolto dalla deduzione/inferenza del significato del vocabolo a partire dal contesto. Se lo sforzo per dedurre il significato è maggiore, il significato viene memorizzato e ritenuto in memoria meglio, in base al modello di profondità di elaborazione della memoria (depth of processing model of memory) di Craik e Lockhart del 1972 (Hulstij, 1992; Mondria e Wit-de Boer, 1991). Per riuscire a dedurre il significato correttamente, il discente deve conoscere già in partenza la super-maggioranza delle parole limitrofe. Per avere una comprensione generale di un intero testo che contiene alcuni vocaboli nuovi, il discente deve già conoscere il 95% di tutte le parole (Nation, 1990; Laufer, 1997). Inoltre, una conoscenza del 98% permette di dedurre il significato delle parole sconosciute in modo accurato (Coady et al., 1993; Hirsch e Nation, 1992; Laufer, 1997). Queste soglie sono necessarie per svolgere la lettura estensiva e in generale il Free Voluntary Reading a casa e in classe senza troppi intoppi, tuttavia per raggiungere queste soglie i discenti devono avere un vocabolario passivo/recettivo di alcune migliaia di unità e raggiungere almeno un livello linguistico intermedio.
Una soluzione ad alcuni di questi problemi è corredare il testo con annotazioni e glosse (anche virtuali se il testo è virtuale) oppure lasciare consultare ai discenti un dizionario virtuale e/o cartaceo dotato anche di pronuncia; tali caratteristiche sono dette "aiuti lessicali" (lexical aid). La presenza di aiuti lessicali, secondo la ricerca, porta a risultati di gran lunga maggiori rispetto a leggere testi senza aiuti lessicali. Inoltre, secondo l'ipotesi del condotto (Conduit Hypothesis) di Krashen, è necessario essere esposti in partenza a una serie di storytelling comprensibili, interessanti e dal linguaggio semplificato per poi approdare in un secondo momento al Free Voluntary Reading e infine a testi accademici, qualora il discente sia interessato o sia obbligato a studiarlo. Tale percorso permette di facilitare il raggiungimento del 95% dei vocaboli necessari per riuscire a capire il senso generale di un testo. Huckin e Coady (1999) inoltre spiegano che la capacità di deduzione viene migliorata se il docente insegna ai discenti alcune strategie di deduzione, come ad esempio l'uso della parentela linguistica, il riconoscimento dei falsi amici (e.g., "topo" in portoghese significa "cima", mentre "rato" significa "topo/ratto") e l'osservazione delle parole sia prima che dopo il vocabolo sconosciuto (backward clues e forward clues, letteralmente "indizi all'indietro" e "indizi in avanti"); in particolare, i discenti principianti non fanno uso degli indizi in avanti.
La deduzione, comunque, ha sempre dei difetti intrinseci: in quanto tale, può sempre essere prona a errori o imprecisioni anche avendo una buona conoscenza del contesto e una buona conoscenza generale (general knowledge o "world knowledge"), inoltre consuma tempo e interrompe il flusso della lettura per fermarsi a fare inferenze o leggere le glosse. Inoltre, dedurre il significato di espressioni composte da più parole come verbi frasali, verbi reggenti preposizione e idiomi è molto difficile. Le parole di cui il discente non riesce a dedurre il significato potrebbero essere ignorate. Se il discente memorizza un significato dedotto scorretto o impreciso, se questo significato non viene corretto potrebbe fossilizzarsi nella mente quando la propria interlingua entra in stato di fossilizzazione. Infine, oltre metà delle parole vengono dimenticate anche quando un discente consulta glosse e dizionari (Hulstijn et al., 1996), per cui il tasso di ritenzione dei nuovi vocaboli è basso nell'apprendimento incidentale anche quando il discente è stato educato sulle strategie di deduzione. Infine, il vocabolario imparato in modo incidentale/implicito porta allo sviluppo del vocabolario passivo/recettivo e non di quello attivo/produttivo, per cui il discente si limita a riconoscere i vocaboli in un testo (Paribakht e Wesche, 1997 e 2000). Infatti, il discente presta attenzione perlopiù alla forma e simili aspetti superficiali del vocabolo, per cui l'elaborazione (processing) del vocabolo ha una qualità bassa. Nel lessico mentale, i nuovi nodi sono dunque minori.
In generale, per depositare un vocabolo nella memoria a lungo termine è sempre necessario un certo numero di esposizioni, cioè bisogna incontrare il vocabolo alcune volte all'interno dell'input comprensibile scritto o orale. Se il vocabolario si impara in modo incidentale/implicito, uno studio pionieristico di Horst et al. (1998) ha indicato 8 ripetizioni come il minimo, ma tutti gli studi successivi hanno dato risultati discordanti. In particolare, secondo Elgort and Warren (2014) il significato si ricorda dopo 12 esposizioni, ma la massima acquisizione si ha dopo 20 esposizioni, per cui più le esposizioni aumentano, più il vocabolario incontrato in modo incidentale si rafforza nella mente. Un risultato simile è dato da Nation (1990), che indica 5-16 esposizioni. Non basta una sola esposizione siccome le possibilità di imparare un vocabolo in modo implicito/incidentale alla prima esposizione è solo del 5%-15% secondo Nagy et al. (1985) e del 5%-21% secondo Knight (1994).
Sempre in contesto incidentale, l'ampiezza del vocabolario pregresso è in tal caso correlata al numero di esposizioni di un vocabolo: un vocabolario già ampio in partenza e formato dalle parole più diffuse nella lingua target permette di fare inferenze e dunque di diminuire il numero di ripetizioni prima di acquisire un vocabolo. Il numero di ripetizioni in questo contesto è anche influenzato dai supporti usato durante l'attività: ad esempio, un vocabolo affiancato da un'immagine o fotogramma di video si acquisisce prima rispetto a un vocabolo non affiancato da supporti, per cui serve un numero inferiore di ripetizioni. Aumentare il numero di ripetizioni, quando il vocabolario si impara in modo implicito, porta automaticamente a un aumento della quantità di input comprensibile da fornire ai discenti; il lato negativo di questo fenomeno è il consumo eccessivo di tempo e tale conseguenza è peggiorata se il tempo dedicabile alla lingua in classe è una risorsa già limitata in partenza. Pertanto, imparare il vocabolario in modo esplicito è una soluzione sia per risparmiare il tempo, sia per fare imparare bene in particolare il vocabolario ritenuto più importante in una lingua (e.g., parole molto diffuse, lessico legato a strutture grammaticali, convenevoli base...). Peters (2014) ha poi notato come i risultati ottenuti attraverso l'insegnamento esplicito del vocabolario sono più alti rispetto a quello implicito e come il numero di ripetizioni necessarie di un vocabolo sia a prescindere più basso nell'insegnamento esplicito.

#### Apprendimento intenzionale/esplicito
L'apprendimento intenzionale, tra le varie strategie, si fonda sugli esercizi sul vocabolario. Questi esercizi, secondo Paribakht e Wesche (1997, 2000), portano a un'elaborazione (processing) più profondo, ampio e di maggiore qualità del vocabolario. L'elaborazione è più profonda siccome gli esercizi sul vocabolario a seguito della lettura rendono le parole target più salienti alla mente dei discenti, incoraggiano l'esplorazione del vocabolo, motivano i discenti a imparare le parole target, li portano a rileggere il testo e gli fa scoprire eventuali errori nella conoscenza dei vari aspetti di un vocabolo. L'acquisizione dunque è più forte anche a parità di tempo speso nello studio e porta a maggiori capacità produttive invece che solo recettive, ragion per cui Coady (1993) raccomanda questo tipo di apprendimento per il vocabolario base e dunque con un vocabolario selezionato.
Lo studio verticale del sistema di affissi, come già sostenuto da Keller (1978), permette di incrementare più velocemente il vocabolario siccome il vocabolario noto viene collegato alla morfologia derivazionale già nota per formare direttamente nuove parole: il vocabolario noto funge da radice lessicale a cui attaccare i vari affissi. Inoltre, la morfologia derivazionale, in quanto appresa subito e in modo esplicito, può essere più riconoscibile, per cui questa strategia ha una ricaduta positiva sulla capacità di deduzione/inferenza e dunque sull'apprendimento incidentale/implicito del vocabolario.
L'uso verticale del dizionario permette non solo di controllare se una parola è stata interpretata in modo corretto attraverso la deduzione/inferenza, ma permette anche l'accesso a ulteriore conoscenza su svariati aspetti del vocabolo se il dizionario è esaustivo e di buona qualità.
Le flashcard o "word card", quando sono usate per ripassare i vocaboli più frequenti anche attraverso la ripetizione dilazionata, diminuiscono il tempo di richiamo delle singole parole nella mente. Le flashcard, secondo Mondria-de Vries (1994) sono migliori rispetto alle liste di vocaboli da memorizzare a ruota. Tuttavia, siccome le flashcard mostrano il vocabolo in isolamento e non in contesto, molte informazioni sull'utilizzo concreto in contesto o su eventuali connotati del vocabolo vengono perse. Un vocabolo insegnato senza inserimento in contesto ha un focus sulla forma (focus on form), mentre il focus sul significato si ottiene se si insegna per esempio quando è usato più volte e/o in più modi all'interno di uno o più testi.
Quanto al numero minimo di ripetizioni per imparare un nuovo vocabolo in modo esplicito/intenzionale in L2, Zhang (2022) indica come servano almeno 7 ripetizioni a prescindere per memorizzare un vocabolo durante la lettura di un testo; il numero di ripetizioni tuttavia aumenta in base alla capacità di ascolto del discente, per cui i discenti più deboli nell'ascolto hanno bisogno di molte più di 7 ripetizioni. La variabile che incide sul numero di ripetizioni era dunque la capacità di ascolto e non la conoscenza pregressa del vocabolario, cioè le dimensioni del vocabolario acquisito dal discente in un certo momento (per cui un vocabolario ampio permette più facilmente al discente di fare inferenze). Lo studio era basato su un gruppo di studenti cinesi che stavano imparando l'inglese e ha isolato 20 parole target. La ripetizione, per cui l'attenzione del discente è calamitata dal vocabolo, comunque va protratta lungo le settimane, per cui il testo andrebbe ripassato e/o altri testi devono contenere i vocaboli da imparare; in particolare, Zhang cita un paper in cui dei vocaboli sono stati insegnati in modo esplicito con 2-7 ripetizioni nell'arco però di 13 settimane, cioè oltre 3 mesi.

### Le espressioni composte da più parole
Le espressioni composte da più parole, anch'esse parte del vocabolario, sono delle espressioni fisse o ricorrenti che combinano insieme più vocaboli; esse sono anche dette "espressioni multi-parola" o anche "sequenze formulaiche" da Wray e Schmitt e sono a metà tra la grammatica e il lessico a causa del loro contenuto grammaticale e contemporaneamente della loro ricorrenza e relativa immutabilità. Le sequenze formulaiche, inoltre, scardinano la visione dicotomica di Chomsky della lingua come composta da grammatica e lessico, siccome esse sono a metà tra i due. Le sequenze formulaiche sono tipicamente i collocati, i verbi frasali, i convenevoli (e.g., "per favore, si sieda pure") e gli idiomi (inclusi i chengyu 成语 della lingua cinese); potenzialmente, possono includere anche i proverbi. Le sequenze formulaiche si possono reperire attraverso i corpora. I corpora sanno anche generare le liste di frequenza delle parole in tutti i testi che lo compongono, per cui un discente principiante può avere un'indicazione in linea di massima di quali parole studiare per prime e in modo esplicito/intenzionale. Le espressioni composte possono non essere analizzate dai discenti di livello principiante, per cui le memorizzano, usano e pensano come un blocco unico, fuso e monolitico (e.g., "arrivederci e grazie" da un discente principiante di italiano L2 potrebbe essere capito, memorizzato, usato e pensato come *arrivederciegrazie). In tal caso, le sequenze formulaiche sono dette "chunk lessicali inanalizzati".
Secondo la psicolinguistica, l'esistenza di sequenze formulaiche (e dunque di pattern e routine linguistiche) deriva dal fatto che il linguaggio diventa più facile da processare cognitivamente siccome le sequenze formulaiche sono singole unità fisse di linguaggio, anche se composte da molte parole. Pertanto, il linguaggio generato in modo del tutto creativo è più impegnativo da processare rispetto a quello formulaico. Il linguaggio formulaico non fa perno sulla memoria di lavoro (e dunque sulla memoria a breve termine usata per elaborare le informazioni), ma fa perno sulla memoria a lungo termine, in cui è depositata la conoscenza delle espressioni formulaico pronta per essere usata. Siccome la memoria a lungo termine può durare anche tutta la vita mentre la memoria di lavoro dura da 10 a 30 secondi circa, quest'ultima è più limitata.
La ricerca sull'acquisizione delle sequenze formulaiche al 2009 era scarsa, ragion per cui non è chiaro il processo di acquisizione. Presumibilmente, secondo Schmitt e Carter (2004), l'acquisizione delle sequenze formulaiche è simile a quello di singoli vocaboli e inizia con una comprensione e conoscenza vaga della sequenza formulaica fino a raggiungere una conoscenza profonda e una padronanza caratterizzata da fluenza e conoscenza implicita. Esistono comunque delle difficoltà nell'acquisizione specificatamente delle sequenze formulaiche: esse sono culturalmente cariche, per cui possono non essere comprese fino in fondo o subire interferenze con la cultura legata alla L1 e dunque possono essere sovrautilizzate (cioè utilizzate in modo eccessivo e a sproposito). Inoltre, il loro significato è talvolta opaco (e.g., l'idioma ucraino "corvo bianco" indica una persona eccezionale, ma chi non conosce questo significato e riconosce che è un modo di dire potrebbe lanciarsi in molte altre ipotesi). Dopodiché, le sequenze formulaiche sono stringhe di testo che potrebbero subire dei vuoti di memoria e dunque perdere dei pezzi nella mente del discente; nonostante siano espressioni perlopiù fisse, la lunghezza della stringa di testo potrebbe forzare la memoria a svolgere un lavoro maggiore di memorizzazione. Infine, il discente potrebbe conoscere un idioma e fissarlo nel vocabolario recettivo, ma potrebbe sottoutilizzarlo, anche facendo perdere alla propria produzione orale o scritta il colorito e connotato culturale. Ulteriori difficoltà sono causate dai libri di testo delle L2 che spesso riportano solo sporadicamente le sequenze formulaiche o dal fatto che l'input comprensibile fornito dal docente non le contiene affatto, ragion per cui i discenti non le acquisiranno mai. Di contro, le sequenze formulaiche sono spesso presenti nell'input dei parlanti nativi.
Alcune soluzioni per acquisire le sequenze formulaiche sono notarle all'interno dell'input linguistico, interagire con i parlanti nativi e analizzare il loro contenuto in modo tale da migliorare la comprensione e l'uso, per cui i chunk lessicali cessano di essere inanalizzati. Inoltre, è necessario che i docenti nei programmi/sillabi inseriscano anche le sequenze formulaiche a partire da quelle più diffuse, usate in un primo momento in modo fisso e rigido e in un secondo momento in modo più creativo e dunque complesso. Un lavoro pionieristico che propone un modo di organizzare un programma di insegnamento dei vocaboli ("sillabus lessicale") è "The Lexical Syllabus: A New Approach to Language Teaching" di Dave Willis (1990); la sua proposta si fonda sull'uso del linguaggio autentico dei nativi. Altre soluzioni sono offerte dal cosiddetto "approccio lessicale" alle sequenze formulaiche ideato e testato da Lewis (1993, 1997, 2000a, 2000b) su ispirazione in particolare della pubblicazione di Dave Willis. Secondo le parole dello stesso inventore, l'approccio lessicale è molto simile al metodo "Natural Approach" di Stephen Krashen e Tracy Terrell siccome entrambi si basano sull'input comprensibile, tuttavia Lewis pone l'accento sul fatto che i pattern ricorrenti più volte all'interno dell'input comprensibile vanno notati in modo conscio per essere imparati e facilitare l'apprendimento, ragion per cui si allinea all'ipotesi del noticing di Schmitt. Ciò che è notato diventa infine intake (conoscenza sedimentata nella memoria a lungo termine) e viene usato per produrre output. Il docente, nell'approccio di Willis, si preoccupa anche di curare la motivazione. Altre soluzioni derivano da un altro approccio, il DDL (Data-Driven Learning) di Johns e King, che prevede l'utilizzo in classe (ma potenzialmente anche da autodidatti) di concordanze generate dai computer fatte esplorare ai discenti per trovare i pattern e regolarità. Tuttavia, usare solo e unicamente questo approccio può portare gli studenti a annoiarsi siccome l'input comprensibile a cui sono esposti è discontinuo e non forma testi interi. Inoltre, è necessario istruire i discenti su cosa è un corpus e come si usa.
Dörnyei et al. (2004) hanno infine indagato il rapporto tra l'acquisizione delle sequenze formulaiche e fattori psicologici e socio-culturali come la motivazione verso le lingue straniere e il desiderio di integrarsi nella cultura straniera. Infatti, secondo gli autori, lo sviluppo della competenza nelle sequenze formulaiche non è identico a quello di tutte le altre componenti di una lingua siccome le sequenze formulaiche sono tutte collegate alla cultura target. Pertanto, secondo loro, per acquisire al meglio le sequenze formulaiche, i discenti devono integrarsi almeno in parte nella cultura target. Nell'articolo, hanno effettuato uno studio sui discenti di successo nell'acquisizione delle sequenze formulaiche e hanno notato come questi ultimi si erano parzialmente integrati con successo, non avevano ansia verso le lingue straniere o avevano una motivazione nello studio delle lingue straniere molto alta. Tuttavia, siccome un discente può integrarsi completamente solo se si trasferisce in un Paese in cui è parlata la lingua (ammesso che alla fine riesca a integrarsi), pensare che l'acquisizione delle sequenze formulaiche dipenda solo e interamente dall'integrazione socio-culturale è poco realistico, per cui questo non è l'unico fattore.

#### Idiomi, verbi frasali e la teoria del dual-coding
Gli idiomi nelle varie lingue straniere sono dei modi di dire che sono spesso opachi a causa del loro significato figurato e non letterale: per esempio, in ucraino "un corvo bianco" non indica un animale dal colore inusuale, ma una persona eccezionale. Gli idiomi meno opachi sono più facilmente interpretabili usando la deduzione, a prescindere che siano in isolamento o all'interno di un esempio concreto (e dunque calati in un contesto d'uso pratico); gli idiomi meno opachi sono detti "idiomi immaginabili" (imageable idioms). Boers (2000, 2004) insieme a Demecheleer (2001) e altri studiosi ha studiato l'acquisizione degli idiomi e elaborato due approcci per la loro acquisizione, cioè l'approccio cognitivo e l'approccio mnemonico. Entrambi gli approcci sono stati poi applicati ai verbi frasali da Boers (2000) e da Condon e Kelly (2002).
Secondo l'approccio cognitivo, un mucchio di idiomi può essere categorizzato in modo esplicito in più gruppi in base alla metafora/idea/concetto/tema che li accomuna (e.g., "Hai ancora tutta la vita davanti, segui il mio esempio, mi sento perso, abbiamo raggiunto il punto di non-ritorno" sono tutti idiomi raggruppabili sotto la metafora/idea/concetto/tema di "viaggio"). Alcuni di questi temi sono universali da cultura a cultura e il raggruppamento mostra come gli idiomi non siano intrinsecamente del tutto arbitrari. Altri esempi di temi sono la guerra, lo sport, il commercio e il cibo; alcuni temi sono più prediletti da una cultura e dunque in una L2 rispetto ad un'altra. L'uso del raggruppamento tematico permette ai discenti di generare un'immagine mentale, di classificare in modo non caotico gli idiomi nella mente e di ripescarli con più facilità. L'estrazione di un tema e la classificazione degli idiomi in un gruppo tematico è comunque un'operazione che necessita di una profonda elaborazione mentale (mental processing). Questo processo inoltre è collegabile a quanto teorizzato dalla Dual-Coding Theory (DCT) di Paivio e Desrochers (1980), una teoria della cognizione applicabile all'acquisizione delle L2. Secondo la teoria del dual-coding, una persona può imparare qualcosa (inclusa una L2) usando nella propria mente sia associazioni verbali che associazioni a immagini, ma la combinazione di entrambe rende l'apprendimento più efficace. Secondo i due studiosi, il cervello umano usa sia l'informazione verbale che visiva (e.g., foto, simboli, video) per rappresentare l'informazione e i due tipi di informazione sono codificati in due canali distinti che tuttavia interagiscono tra loro. Le più piccole unità di informazione verbale codificata sono dette "logogeni" (logogens), mentre quelle di informazione visiva sono dette "imageni" (imagens). Boers e alcuni studiosi, sulla base di questo approccio e della teoria del dual-coding, hanno ideato un programma detto "Idiomteacher" basato su una sequenza precisa di esercizi a scelta multipla, attività di identificazione del tema e infine esercizi di riempimento per richiamare alla memoria l'idioma. Il programma ha dato dei risultati molto positivi. Un altro metodo alternativo ideato da Boers e Lindstromberg (2005) è detto "elaborazione etimologica": quando un discente incontra un idioma, il docente può dirgli direttamente il significato oppure dargli degli aiuti oppure chiedergli di visualizzare mentalmente l'immagine/scena che l'idioma descrive oppure chiedergli di fare delle ipotesi, deduzioni e inferenze su cosa significhi l'idioma.
Secondo l'approccio mnemonico, Boers suggerisce di sfruttare la proprietà fonetica dell'allitterazione per acquisire un idioma (e.g., "time will tell"). L'allitterazione infatti è un pattern fonetico che riguarda le consonanti permette a un idioma di fissarsi nella memoria e diventare parte del lessico mentale. L'allitterazione è presente in svariati idiomi in inglese, anche se non tutti. In generale, nei testi poetici orali e poi scritti del passato (e.g., l'Iliade e l'Odissea di Omero), strategie come l'allitterazione erano usate (anche) per facilitare la memorizzazione dei testi fin dal tramandamento orale. In base alle sue ricerche, Boer et al. hanno dimostrato che gli idiomi dotati di allitterazione sono ritenuti meglio nella mente rispetto a quelli senza allitterazione. Anche l'approccio mnemonico è stato applicato da Boers, Condon e Kelly all'acquisizione dei verbi frasali.
Altri studi si sono concentrati sull'acquisizione specificatamente dei verbi frasali, in particolare in inglese L2 (English as a Foreign Language, EFL); alcuni articoli, in particolare, sono delle recensioni e sintesi di parte della letteratura già esistente a tema.

### Numero di parole al giorno e ore totali di studio
Non esistono studi che quantificano in modo esatto quante parole un discente di L2 riesce a imparare in un giorno o quante parole dovrebbe imparare al giorno per permettere una memorizzazione efficace. Tuttavia, degli studi sono stati svolti sui neonati, bambini e ragazzini in pubertà che acquisiscono la propria lingua nativa (L1), ragion per cui queste stime danno una vaga idea di quante parole un discente può memorizzare sia in giovane età, sia da adolescenti e adulti. Questo filone di studi mirato alla L1 è detto "sviluppo del vocabolario" (vocabulary development).
In primis, nella letteratura scientifica incentrata sulla L1, viene discusso un fenomeno detto "scatto/schizzo del vocabolario" (vocabulary spurt): esso è un momento verso la fine del secondo anno di vita in cui il vocabolario produttivo in un bambino molto piccolo subisce un'improvvisa impennata; i bambini che entrano in fase di schizzo del vocabolario sono detti "spurter" (lett. "schizzatori"). Per dare alcune stime:
- Laura Berk (2003) in particolare sostiene che i bambini piccoli inizialmente riescono a memorizzare solo da 1 a 3 parole al mese[15]
- Secondo Berk, i bambini poi schizzano a 10-20 nuove parole a settimana[15] (dunque circa 3 parole nuove al giorno). Per la precisione, i bambini di 18 mesi (un anno e mezzo) imparano da 2 a 5 parole nuove al giorno.[16]
- Dopodiché, secondo uno studio di Bloom e Markson (1998), i bambini di 6-8 anni (e dunque in età scolare) imparano 6-7 parole al giorno;[17] secondo Gilkerson, Richards e Warren (2018), i bambini fino a 8 anni imparano 8 parole al giorno.[18][19]
- Dopodiché, all'età di 8-10 anni, imparano circa 12 parole al giorno.[17] Secondo una stima più generica di George Armitage Miller e Patricia M. Gildea (1987) i bambini, dopo che iniziano a parlare, imparano parole al ritmo di più di 10 parole al giorno per anni.[20]

Dopo l'adolescenza, i discenti hanno delle capacità cognitive più sviluppate e mature rispetto a adolescenti, ragazzini, bambini e neonati; queste capacità più sviluppate, collegate al fatto di avere un cervello più sviluppato e al fatto di conoscere già la propria L1 al livello C2, hanno delle ricadute positive sul processo di acquisizione di una L2. Dunque, il numero di parole che un discente adolescente e adulto impara in L2 in comparazione a quelli di un bambino in L1, a prescindere che il vocabolario sviluppato sia recettivo o produttivo, dipende dal maggiore sviluppo cognitivo e da altre variabili come la parentela tra L1 e L2 (e.g., italiano e spagnolo, ucraino e bielorusso), dalla conoscenza della morfologia derivazionale, la capacità di ritenzione della propria memoria e la quantità e varietà di input comprensibile a cui il discente si espone o è esposto.
Secondo Bloom e Markson (1998), se un bambino di 8-10 anni impara circa 12 parole al giorno, allora un ragazzino in pubertà (e dunque cognitivamente più sviluppato) che ipoteticamente impara 13 parole al giorno a ritmo costante avrebbe le seguenti tempistiche nell'acquisizione del vocabolario; tali tempistiche sono puramente astratte siccome non contano l'aiuto che viene dalla conoscenza e competenza nella morfologia derivazionale (e.g., "veloce, velocità, velocemente, velocizzare, velocizzazione") e dalla parentela tra lingue e eventuali giorni di pausa dallo studio: 
| Vocaboli | Tempo stimato                      |
| -------- | ---------------------------------- |
| 13       | 1 giorno                           |
| 91       | 7 giorni                           |
| 130      | 10 giorni                          |
| 260      | 20 giorni (3 settimane)            |
| 500      | 38 giorni (1 mese circa)           |
| 1000     | 77 giorni (2,5 mesi circa)         |
| 1300     | 100 giorni (3 mesi circa)          |
| 2000     | 154 giorni (5 mesi circa)          |
| 2600     | 200 giorni (6,5 mesi circa)        |
| 3000     | 231 giorni (7,5 mesi circa)        |
| 5000     | 385 giorni (1 anno circa)          |
| 7000     | 538 giorni (1 anno, 5 mesi circa)  |
| 8000     | 615 giorni (1 anno, 8 mesi circa)  |
| 10.000   | 769 giorni (2 anni, 1 mese circa)  |
| 13.000   | 1000 giorni (2 anni, 8 mesi circa) |

Esistono anche svariate stime sul numero di ore necessarie per diventare fluente in una determinata L2, come ad esempio l'inglese. Questa stima è dunque collegata anche all'acquisizione del vocabolario. Tuttavia, una stima esatta non esiste siccome la stima esatta dipende da fattori come la motivazione del discente, l'età e dunque lo sviluppo cognitivo, la quantità di input comprensibile che riceve in classe (anche calcolando un ambiente di acquisizione immersivo) e fuori dalla classe (e.g., videogiochi e video in inglese e con sottotitoli o traduzione, altre attività di Online Informal Learning of English "OILE", Free Voluntary Reading), la qualità dell'ambiente di apprendimento in classe, la quantità di comunicazione e cooperazione tra discenti in classe, l'approccio e metodo didattico utilizzato (e.g., approccio formalista/tradizionalista VS approccio naturale) e l'eventuale parentela tra L1 e L2, a cui si aggiunge il gap tra vocabolario recettivo/passivo e vocabolario produttivo/attivo/espressivo. Secondo un paper di Ben Knight (2018) incentrato sull'inglese L2, le stime incentrate su discenti adulti motivati che svolgono 2 ore di lezione con un docente specializzato in inglese più i compiti a casa sono le seguenti:
| Livello | Ore     | Ore totali |
| ------- | ------- | ---------- |
| A0      | 0       | 0          |
| A1      | 90-100  | 90-100     |
| A2      | 100-150 | 190-250    |
| B1      | 160-240 | 350-490    |
| B2      | 180-260 | 530-750    |
| C1      | 200-300 | 730-1050   |
| C2      | 300-400 | 1030-1450  |

In un giorno sono presenti 24 ore, in una settimana 168 ore e in un mese di 30 giorni 720 ore. Studiando 2 ore al giorno con una massima ritenzione e costanza, in un anno esatto si accumulano 730 ore, che sono il minimo stimato per raggiungere il livello C1 in inglese L2. In generale, il tempo di acquisizione aumenta man mano che il livello del CEFR aumenta siccome la difficoltà e vastità dei livelli è crescente; contestualmente, anche il vocabolario da acquisire è crescente.
Secondo Knight (2018), per fare un esempio di lingue imparentate e dunque di tempi di acquisizione simili della lingua (vocabolario incluso), l'inglese è fortemente imparentato con una serie di lingue neoromanze (francese, italiano, spagnolo, portoghese, catalano, rumeno) e con quasi tutte le lingue germaniche (olandese e afrikaans, tedesco, danese, norvegese, svedese). Di contro, l'inglese ha differenze linguistiche e culturali notevoli con le lingue baltoslave e indo-iraniche, pure se sia l'inglese che queste famiglie linguistiche sono entrambe indoeuropee. Nell'ultima categoria, sono indicate le lingue che risultano "piuttosto difficili" per un parlante nativo di inglese. In questa categoria sono indicati il cinese e i suoi dialetti, il giapponese, il coreano, l'arabo, l'indonesiano e giavanese, il malese e lo swahili.

### Test di misurazione
Alcuni test usati nella ricerca scientifica empirica sull'acquisizione del vocabolario misurano l'ampiezza e profondità del vocabolario, mentre altri ancora testano il vocabolario attivo/produttivo (P) e passivo/recettivo (R). Tuttavia, svariati test tendono a mescolare queste due misurazioni, fenomeno che secondo Qian (2002) non è necessariamente negativo.
I test che sondano l'ampiezza del vocabolario si basano solo sul significato superficiale (o uno dei vari significati) di un vocabolo o su una definizione; le tipologie di esercizi sono la scelta multipla, il collegamento del vocabolo a un disegno, le risposte chiuse sì/no e il collegamento vocabolo-traduzione. Questi test possono anche contenere delle pseudo-parole, cioè dei vocaboli inventati e dunque inesistenti. I test che invece sondano la profondità del vocabolario si basano sulla precisione del significato, sulla conoscenza comprensiva della parola e sulla conoscenza della rete di interconnessioni della parola (network knowledge) attraverso per esempio i collocati, sinonimi e iperonimi. Solitamente, nei test focalizzati sulla profondità del vocabolario, viene testata la conoscenza dichiarativa, sedimentata nella memoria dichiarativa. Generalmente, negli studi scientifici viene misurata più spesso l'ampiezza del vocabolario invece che la profondità, tendenza che è stata deprecata da alcuni studiosi (e.g., Schmitt e Meara, 1997; Wesche e Paribakht, 1996) siccome non dà una visione completa; tuttavia, i test sull'ampiezza del vocabolario si basano al loro interno su molti item/vocaboli e sono più rapidi da svolgere, mentre i test sulla profondità del vocabolario sono più brevi e lunghi da svolgere.
In un test linguistico, la conoscenza produttiva/attiva (P) del vocabolario può essere testata attraverso la scrittura libera di saggi, brani e dialoghi (conoscenza produttiva libera) e/o attraverso gli esercizi di riempimento con il vocabolo corretto o di collegamento parola-vocabolo (conoscenza produttiva controllata); tali test sono volti al richiamo e uso attivo del vocabolo. I test più semplici invece chiedono di scrivere direttamente la traduzione in L1 di un vocabolo. Di contro, la conoscenza recettiva del vocabolario (R) è misurata attraverso test di scelta multipla basati sul significato di una parola, per cui si basano sul riconoscimento passivo.
Degli esempi concreti di test sono:
- il Vocabulary Levels Test di Nation (1990)
- il Vocabulary Knowledge Scale (VKS) di Wesche e Paribakht (1996)
- il Computer Adaptive Test of Size and Strength (CATSS) di Laufer et al. (2004)
- il Lexical Frequency Profile (LFP) di Laufer e Nation (1995)
- il Word Association Test di Read (1993, 1998)